# (39667) 1995 YU2
1995 واي يو 2 (ويعرف أيضًا باسم (39667) 1995 واي يو 2 وفق تسمية الكوكب الصغير) (بالإنجليزية: 1995 YU2)‏ هو كويكب ضمن حزام الكويكبات؛ وترتيبه 39667 من حيث الاكتشاف.
اكتُشف هذا الجُرم الفلكي بواسطة تاكيشي أوراتا ‏ في 22 ديسمبر 1995.

## وصلات خارجية
- (39667) 1995 YU2 في قاعدة بيانات مختبر الدفع النفاث لأجرام النظام الشمسي الصغيرة

- الاكتشاف · مخطط المدار ·  العناصر المدارية · المعلمات المادية

- (39667) 1995 YU2 على موقع ويكي سكاي: DSS2, SDSS, GALEX, IRAS, Hydrogen α, X-Ray, Astrophoto, Sky Map, Articles and images